# Alexander Szelig
Alexander Szelig (n. 6 februarie 1966, Werdau, Saxonia, Germania) este un bober ce a reprezentat Germania, medaliat olimpic. A participat la 4 ediții ale Jocurilor Olimpice (1988, 1992, 1994, 1998) în care a câștigat o medalie de aur.